# 池野順一
池野 順一（いけの じゅんいち）は、日本の工学者。埼玉大学大学院理工学研究科教授。
専門は精密加工学、生産加工。超精密研削加工、レーザ3次元加工、レーザトラッピング技術、精密切断加工について研究。

## 略歴
- 1984年　埼玉大学工学部卒業
- 1986年　埼玉大学大学院工学研究科修士課程修了
- 1986年　東京大学生産技術研究所助手
- 1993年　工学博士（東京大学・1993年）論文の題は「超微粒子の界面電気現象を利用した加工技術に関する研究 」[1]。
- 1993年　東京大学専任講師
- 1994年　豊橋技術科学大学工学部専任講師
- 1999年　豊橋技術科学大学工学部助教授
- 1999年　埼玉大学大学院理工学研究科助教授
- 2010年　埼玉大学大学院理工学研究科教授

## 受賞
- 1992年　第13次工作機械技術振興賞・論文賞
- 1995年　平成6年度日本機械学会賞・研究奨励賞
- 1996年　平成7年度砥粒加工学会・論文賞
- 1998年　精密工学会ベストプレゼンテーション賞
- 2001年　精密工学会春季大会学術講演会ベストオーガナイザー賞
- 2019年　砥粒加工学会賞論文賞
- 2019年　精密工学会沼田記念論文賞
- 2019年　工作機械技術振興財団論文賞（山田洋平と共同受賞）
- 2020年　財団法人FA財団2020年度論文賞（山田洋平と共同受賞）
- 2022年　砥粒加工学会論文賞（山田洋平と共同受賞）
- 2022年　砥粒加工学会熊谷賞（山田洋平と共同受賞）

## 著書
- 『微細加工と表面機能 ナノ・マイクロ構造による光学、摩擦、ぬれ等の機能実現』、諸貫信之（編集委員長）、桝田正美・太田稔（編集委員）、池野順一・他（共著）、リアライズ理工センター、2007年
- 『はじめての生産加工学2 応用加工技術編』、帯川利之・笹原弘之（編著）、池野順一・大竹尚登・国枝正典・長藤圭介・新野俊樹（共著）、講談社、2016年

## 論文

### 単著
- 「レーザによる微細パターニング技術」、機械技術、62(4),2014年
- 「レーザ加工研究の動向」、精密工学会学術講演会講演論文集、261,2013年
- 「高分子材料のレーザ微細加工に関する研究」、機械材料・材料加工技術講演会、20,2012年
- 「自然の恵みと先人の知恵に学ぶ」、砥粒加工学会誌、54(7),2010年
- 「レーザ加工」、セラミックス、44(7),2009年
- 「砥石のルーツ」、砥粒加工学会誌、52(1),2008年
- 「埼玉大学における技術者倫理教育 : 生産原論」、日本機械学會誌、110(1068),2007年
- 「光放射圧を利用したマクロファブリケーション」、光技術コンタクト 、44(1),2006年
- 「新しいレーザ加工の動向」、機械と工具、48(11),2004年
- 「レーザートラッピングを用いたマイクロファブリケーション」、セラミックス、38(11),2003年
- 「光放射圧を利用したマイクロファブリケーション 」、光技術コンタクト、40(11),2002年
- 「電気泳動砥石研磨」、機械技術、50(9),2002年
- 「光放射圧を利用した微粒子操作とその応用 」、O plus E , 24(3), 2002年
- 「レーザによるマイクロ加工」、精密工学会誌、68(2),2002年
- 「光で微小物体を動かす -光マニピュレーション 」、日本機械学會誌、104(994),2001年
- 「レーザトラッピングを利用したマイクロファブリケーション」、砥粒加工学会誌、45(6),2001年
- 「ガラスの3次元レーザ加工技術」、科学と工業、74(4),2000年
- 「シリコンウェーハの固定砥粒研磨」、砥粒加工学会誌、44(10),2000年

### 共著
- 「天然物に学ぶ生産原論研究の試み -合砥に含まれる球状酸化鉄の生成に関する考察」、精密工学会学術講演会講演論文集、929,2013年
- 「レーザによるアクリル樹脂の３次元加工 -鋼球を用いた３次元穴あけ加工の試み」、精密工学会学術講演会講演論文集、279,2013年
- 「レーザ異種金属接合に関する研究 -真鍮とステンレス鋼のレーザ突合せ接合」、砥粒加工学会誌、56(5),2012年
- 「アクリル導光板のレーザ微細加工に関する研究」、精密工学会学術講演会講演論文集、811,2012年
- 「有害物質の分離・除去について」、精密工学会学術講演会講演論文集、697,2012年
- 「EPD砥石を用いた光学ガラスの鏡面研削」、精密工学会学術講演会講演論文集、421,2012年
- 「レーザ異種金属接合に関する研究 -真鍮とステンレス鋼のレーザ突合せ接合」、砥粒加工学会誌、56(5),2012年
- 「銅とステンレス鋼のレーザ異種材料接合」、精密工学会誌、78(3),2012年
- 「レーザ異種金属接合に関する研究 -ステンレス鋼と銅の突合せ接合」、砥粒加工学会誌、55(6),2011年
- 「シリコンウエハのレーザスライシングに関する研究」、精密工学会学術講演会講演論文集、613,2011年
- 「銅とステンレス鋼のレーザ異材接合」、精密工学会学術講演会講演論文集、611,2011年
- 「銀ナノワイヤ透明導電膜のレーザ絶縁処理に関する研究」、精密工学会学術講演会講演論文集、601,2011年
- 「鏡面研磨された金属表面の強固な密着について」、精密工学会学術講演会講演論文集、17,2011年
- 「レーザスライシング技術に関する研究」、生産加工・工作機械部門講演会 : 生産と加工に関する学術講演会、77,2010年
- 「定在波を援用したフェムト秒レーザ加工の可能生について」、砥粒加工学会誌、54(4),2010年
- 「YAGレーザを用いたシリコンの薄化技術」、精密工学会学術講演会講演論文集、825,2010年
- 「EPD砥石による光学材料の高能率精密研磨に関する研究」、精密工学会学術講演会講演論文集、79,2010年
- 「ガラス用EPD研磨砥石に関する研究」、精密工学会学術講演会講演論文集、719,2010年
- 「ステンレス鋼板の鏡面研磨条件の改善について」、精密工学会学術講演会講演論文集、689,2010年
- 「フェムト秒レーザによる有機導電性膜の絶縁処理技術」、精密工学会学術講演会講演論文集、1073,2010年
- 「窒化アルミニウムを用いたレーザ配線作製技術に関する研究」、精密工学会学術講演会講演論文集、1071,2010年
- 「レーザを用いたサファイアの薄化技術」、精密工学会学術講演会講演論文集、1065,2010年
- 「超短パルスレーザを用いたステンレスの微細加工」、精密工学会学術講演会講演論文集、1063,2010年
- 「ナノ粒子の表面プラズモンを利用したレーザカラーマーキング法に関する研究」、精密工学会学術講演会講演論文集、1061,2010年
- 「定在波を援用したフェムト秒レーザ加工の可能性について」、砥粒加工学会誌、54(4),2010年
- 「EPD研削切断法に関する研究 -切断機構に関する一考察」、砥粒加工学会誌、53(10),2009年
- 「レーザ微細加工に関する研究 -微細配線の作製」、年次大会講演論文集、251,2009年
- 「応用地質学的な視点から見た天然砥石の特徴とその産業技術への展開」、応用地質、50(3),2009年
- 「光学材料のEPD研磨に関する研究 -平板状研磨砥石の開発」、砥粒加工学会誌、53(5),2009年
- 「合砥に基づく新たな鏡面研削用砥石に関する研究 -合砥の調査および積層砥石の開発」、砥粒加工学会誌、53(3),2009年
- 「金属圧延面の状態とその研磨加工について」、精密工学会学術講演会講演論文集、655,2009年
- 「フェムト秒レーザによる有機導電性膜の絶縁処理技術」、精密工学会学術講演会講演論文集、5,2009年
- 「YAGレーザを用いたシリコンの薄化技術」、精密工学会学術講演会講演論文集、3,2009年
- 「合砥に基づく新たな鏡面研削用砥石に関する研究 ―合砥の調査および積層砥石の開発:合砥の調査および積層砥石の開発」、砥粒加工学会誌、53(3),2009年
- 「フェムト秒レーザによるＧＦＲＰの内部マーキング」、砥粒加工学会誌、53(3),2009年
- 「ＥＰＤ研削切断法に関する研究―切断機構に関する一考察 -切断機構に関する一考察」、砥粒加工学会誌、53(10),2009年
- 「鏡面微細パターン形状を創成するレーザ微細加工」、精密工学会誌、75(6),2009年
- 「レーザを併用した微小ガラス成形法に関する研究」、生産加工・工作機械部門講演会 : 生産と加工に関する学術講演会、139,2008年
- 「ノングレア形状創成のためのレーザ微細加工法に関する研究」、砥粒加工学会誌、52(11),2008年
- 「水晶ウエハのダメージレス鏡面研削に関する研究 -EPD砥石の研削性能とウエハ品位の評価」、砥粒加工学会誌、52(11),2008年
- 「水晶の鏡面研削に関する研究 -EPD砥石の試作とその研削性能について」、砥粒加工学会誌、52(6),2008年
- 「ステンレス用湿式鏡面研削砥石に関する研究」、精密工学会学術講演会講演論文集 、863,2008年
- 「アクリルボンドＥＰＤ砥石による湿式研削 -ガラスの鏡面創成について」、精密工学会学術講演会講演論文集、855,2008年
- 「研磨機の発達の流れと将来に関する考察(5)　-様々な要求に応えるための研磨機の改善」、精密工学会学術講演会講演論文集、381,2008年
- 「水晶の鏡面研削に関する研究 ―ＥＰＤ砥石の試作とその研削性能について -EPD砥石の試作とその研削性能について」、砥粒加工学会誌、52(6),2008年
- 「ノングレア形状創成のためのレーザ微細加工法に関する研究」、砥粒加工学会誌、52(11),2008年
- 「水晶ウエハのダメージレス鏡面研削に関する研究 ―ＥＰＤ砥石の研削性能とウエハ品位の評価」、砥粒加工学会誌、52(11),2008年
- 「レーザ微細加工に関する研究 -ナノ粒子創成による発色現象」、日本機械学会九州支部講演論文集、139,2007年
- 「高精度研磨加工に関する基礎的研究」、埼玉ブロック大会(講演会)講演論文集、19,2007年
- 「レーザインプリント法によるガラスの微細加工に関する研究」、埼玉ブロック大会(講演会)講演論文集、25,2007年
- 「レーザ割断によるガラス上の溝創成メカニズムの解明に関する研究」、埼玉ブロック大会(講演会)講演論文集、27,2007年
- 「EPD砥石を用いた光学ガラスの鏡面研削加工」、日本機械学会関東支部総会講演会講演論文集、275,2007年
- 「ガラスのレーザインプリントに関する研究」、生産加工・工作機械部門講演会 : 生産と加工に関する学術講演会、289,2006年
- 「天然砥石に学ぶ超精密研削用砥石に関する研究 -天然砥石の構造解析と層状砥石の試作」、技研所報、42(2),2006年
- 「レーザートラップを用いた粘度測定装置の開発と積層塗膜の粘度測定」、日本レオロジー学会誌、34(2),2006年
- 「新しい鏡面加工法を用いたIT機器先端光学部品の製造技術開発」、埼玉県産業技術総合センター研究報告、5,2006年
- 「3次元レーザ割断によるガラスの鏡面溝創成法」、精密工学会学術講演会講演論文集、879,2006年
- 「中古漆塗装品の再研磨」、精密工学会学術講演会講演論文集、849,2006年
- 「埼玉大学における生産原論の講義について -技術者倫理を含む技術者教育の試み」、精密工学会学術講演会講演論文集、845,2006年
- 「天然砥石に学ぶ超精密研削用砥石に関する研究 -天然砥石の構造解析と層状砥石の試作」、精密工学会誌論文集、71(12),2005年
- 「天然砥石に学ぶ超精密研削用砥石の開発」、技研所報、41(2),2005年
- 「研究プロジェクト「マイクロ／ナノスケール計測制御テクノセンタ ー」活動報告」、埼玉大学紀要（工学部）第1編 第1部 論文集、38,2005年
- 「ナノサイズ板状酸化セリウム粒子(NanoPOP)の開発とその研削・研磨用途への応用」、マテリアルステージ 、4(10),2005年
- 「ナノダイヤモンドを用いた鏡面研削砥石の開発」、精密工学会学術講演会講演論文集、82,2005年
- 「レーザ照射による金属の隆起現象を利用した3次元微小構造物の作製 -加工雰囲気の影響」、精密工学会学術講演会講演論文集、305,2005年
- 「レーザトラッピングを用いた微粒子の分別に関する研究」、精密工学会学術講演会講演論文集、304,2005年
- 「金ナノ粒子創成によるレーザカラーマーキング法」、精密工学会学術講演会講演論文集、303,2005年
- 「レーザ割断を利用したガラス上の鏡面溝創成法に関する研究」、精密工学会学術講演会講演論文集、85,2005年
- 「フェムト秒レーザによる微細加工法に関する研究」、精密工学会学術講演会講演論文集、83,2005年
- 「研磨技術改善のための技術分析(1)」、精密工学会学術講演会講演論文集、729,2005年
- 「新しいBell-Jar型CMP装置による加工特性の検討 -固定砥粒を適用したガス雰囲気中におけるSiC基板の加工特性」、精密工学会学術講演会講演論文集、339,2005年
- 「情報機器に用いられる水晶光学部品の鏡面研削加工の研究」、精密工学会学術講演会講演論文集、333,2005年
- 「合砥に学ぶ超精密研削用砥石に関する研究」、精密工学会学術講演会講演論文集、331,2005年
- 「超鏡面加工に適したナノサイズ板状セリア粒子の開発」、精密工学会学術講演会講演論文集、287,2005年
- 「レーザによる微粒子操作と微細構造物の作製」、レーザ加工学会誌、11(1),2004年
- 「レーザ光線によるガラスの微細塑性加工」、精密工学会学術講演会講演論文集、647,2004年
- 「レーザ光線による微粒子の操作とその応用に関する研究」、精密工学会学術講演会講演論文集、646,2004年
- 「感光性ガラスのフェムト秒レーザ加工に関する研究」、精密工学会学術講演会講演論文集、641,2004年
- 「パルスYAGレーザを用いたマイクロレンズ創成法に関する研究」、精密工学会学術講演会講演論文集、640,2004年
- 「水晶ウエハの高速鏡面研削に関する研究」、精密工学会学術講演会講演論文集、637,2004年
- 「天然物に学ぶ新技術開発のヒント」、精密工学会学術講演会講演論文集、347,2004年
- 「次世代大型天文望遠鏡の超精密ポリシング法に関する研究 -小径ポリシングツールの走査によるミラー面超精密研磨」、精密工学会学術講演会講演論文集、113,2004年
- 「天然砥石に学ぶ超精密研削用砥石に関する研究」、精密工学会学術講演会講演論文集、104,2004年
- 「レーザ照射によるステンレスの隆起現象を利用した3次元微小構造物の作製」、精密工学会学術講演会講演論文集、329,2004年
- 「各種粒子を用いたEPD砥石の研削性能に関する研究」、精密工学会学術講演会講演論文集、324,2004年
- 「レーザ加工の現状と将来」、砥粒加工学会誌、47(5),2003年
- 「ガラスの3次元加工」、精密工学会学術講演会講演論文集、76,2003年
- 「レーザカラーマーキングに関する研究」、精密工学会学術講演会講演論文集、74,2003年
- 「技術者が直面している諸問題（1）」、精密工学会学術講演会講演論文集、670,2003年
- 「レーザトラッピングを用いた粘性計測に関する研究」、埼玉大学地域共同研究センター紀要 (4), 2003年
- 「不定形微小物体のレーザトラッピングに関する研究」、生産加工・工作機械部門講演会 : 生産と加工に関する学術講演会、2002年
- 「ガラスのレーザ3次元加工に関する研究 -感光性ガラスの加工特性について」、生産加工・工作機械部門講演会 : 生産と加工に関する学術講演会、2002年
- 「EPD砥石による水晶の鏡面研削加工」、生産加工・工作機械部門講演会 : 生産と加工に関する学術講演会、2002年
- 「レーザ光線による微粒子の操作とその応用に関する研究 -金属微粒子の3次元操作法に関する検討」、精密工学会大会学術講演会講演論文集、331,2002年
- 「レーザマイクロ割断に関する研究 -3次元割断の試み」、精密工学会大会学術講演会講演論文集、330,2002年
- 「YAGレーザを用いた異種金属同士のレーザマイクロ接合に関する研究 -技能に学ステンレスと銅の接合」、精密工学会大会学術講演会講演論文集、324,2002年
- 「天然物に学ぶ新技術開発のヒント -二枚貝の穿孔プロセスに学ぶマイクロ穴あけ加工」、精密工学会大会学術講演会講演論文集、100,2002年
- 「天然砥石に学ぶ超精密研削用砥石に関する研究 -内曇砥の構造解析」、精密工学会大会学術講演会講演論文集、83,2002年
- 「薄片状シリカEPDペレットによるシリコンウエハの研削特性」、日本機械学會論文集. C編,68(673),2002年
- 「小片工具による研磨のシミュレーション -熟練技能者を想定した研磨操作運動」、精密工学会大会学術講演会講演論文集、485,2002年
- 「多軸研磨ヘッドを用いた非球面研磨」、精密工学会大会学術講演会講演論文集、484,2002年
- 「アルミニウム合金のスーパースムーズ鏡面研磨」、精密工学会大会学術講演会講演論文集、482,2002年
- 「水晶,石英ガラス,シリコンのP-MACポリシング」、精密工学会大会学術講演会講演論文集、479,2002年
- 「レーザ光線による微粒子の操作とその応用に関する研究 -金属微粒子の操作法に関する検討」、精密工学会大会学術講演会講演論文集、373,2002年
- 「レーザ光線による微粒子の操作とその応用に関する研究 -異形状微小物体の操作」、精密工学会大会学術講演会講演論文集、372,2002年
- 「レーザマイクロ割断に関する研究」、精密工学会大会学術講演会講演論文集、371,2002年
- 「天然砥石に学ぶ超精密研削用砥石に関する研究 -京都天然砥石のEPMA分析」、精密工学会大会学術講演会講演論文集、362,2002年
- 「シリカEPD砥石による水晶の鏡面研削」、精密工学会大会学術講演会講演論文集、346,2002年
- "Grinding Performance of Thin-Plate Silica EPD Pellet to Silicon Wafer" , 日本機械学会論文集 C編,68(673),2002年
- 「極座標型ロボットによる非球面研磨の基礎検討」、生産加工・工作機械部門講演会 : 生産と加工に関する学術講演会、2001年
- 「液晶SLMを用いたレーザトラッピングに関する基礎研究」、生産加工・工作機械部門講演会 : 生産と加工に関する学術講演会、2001年
- 「圧縮空気利用の均一砥粒散布法の検討(加工)」、日本機械学会関東支部ブロック合同講演会講演論文集、2001年
- 「YAGレーザによるガラス基板のマイクロ接合 -レーザ透過性を利用したガラス界面の接合の可能性検証」、精密工学会大会学術講演会講演論文集、614,2001年
- 「レーザマイクロ割断に関する研究 -3次元割断によるマイクロレンズ製造の可能性について」、精密工学会大会学術講演会講演論文集、613,2001年
- 「レーザカラーマーキングに関する研究 -金色マーキングの実現」、精密工学会大会学術講演会講演論文集、612,2001年
- 「アルミニウム合金のスーパースムーズ鏡面研磨」、精密工学会大会学術講演会講演論文集、424,2001年
- 「多軸ポリシャヘッドの試作」、精密工学会大会学術講演会講演論文集、423,2001年
- 「ナノアブレージョンによる硬脆材料の超精密仕上げ加工に関する研究 -円運動直線走査」、精密工学会大会学術講演会講演論文集、128,2001年
- 「環境に優しい鏡面研削砥石の作製に関する一考察 -加工メカニズムに基づく開発指針」、光技術コンタクト、39(6)、2001年
- 「ガラス表面のレーザ微細成形加工」、生産加工・工作機械部門講演会 : 生産と加工に関する学術講演会、2000年
- 「脆性材料のナノアブレージョン加工」、生産加工・工作機械部門講演会 : 生産と加工に関する学術講演会、2000年
- 「YAGレーザによるガラス表面の微細加工 -任意形状の凸部平面創成」、精密工学会大会学術講演会講演論文集、277,2000年
- 「シリコンの鏡面研削に関する研究 -薄片状シリカ粒子を用いたEPD砥石の開発」、精密工学会大会学術講演会講演論文集、29,2000年
- 「鉄系材料の回転バレル研磨による粗面加工」、砥粒加工学会誌、44(7),2000年
- 「非球面の超平滑・超精密ポリシングに関する研究 -球状弾性スモールポリシャの加工特性」、精密工学会大会学術講演会講演論文集、576、2000年
- 「固体潤滑剤入りエポキシ樹脂の摩擦摩耗(研磨)特性」、精密工学会大会学術講演会講演論文集、564、2000年
- 「レーザ光線による微粒子の操作とその応用に関する研究」、精密工学会大会学術講演会講演論文集、402、2000年
- 「金属Cuの鏡面研磨加工(1) ―LSIデバイス電極材料のCu膜のCMPおよびCuヌル非球面ミラーのポリシングの基礎検討」、精密工学会大会学術講演会講演論文集、393、2000年
- 「川砂や焼却炭灰を用いた研磨剤について 」、精密工学会大会学術講演会講演論文集、372,2000年
- 「軸対称非球面のELID補正ポリシング」、精密工学会大会学術講演会講演論文集、354,2000年
- 「ガラスの3次元レーザ加工」、精密工学会大会学術講演会講演論文集、331,2000年
- 「硫酸バリウム砥石を用いたシリコンの鏡面研削 ―反応生成物の分析」、精密工学会大会学術講演会講演論文集、311,2000年
- 「3点法真円度測定法におけるプローブ配置の検討」、精密工学会大会学術講演会講演論文集、459,1999年
- 「レーザ光線による微粒子の操作とその応用に関する研究」、精密工学会大会学術講演会講演論文集、382,1999年
- 「EPDペレットを用いた鏡面研削に関する研究-金属酸化物微粒子の適応-」、精密工学会大会学術講演会講演論文集、362,1999年
- 「単結晶ゲルマニウムの超精密切削 -き裂発生とその抑制に関する一検討-」、精密工学会大会学術講演会講演論文集、205,1999年
- 「レーザ光線を用いた微粒子の配列法に関する研究」、日本機械学會論文集、65(636),1999年
- 「レーザ光線を利用した3次元微小構造物の組立技術に関する研究」、日本機械学會論文集、65(633),1999年
- 「永久磁石式磁気軸受併用によるエアスピンドルの高密度高剛性化」、精密工学会誌、精密工学会、65-4,615-619,1999年
- 「レーザ光線を用いた微粒子の配列法に関する研究（第1報）」、精密工学会誌、精密工学会、65-636,3452-3457,1999年
- 「レーザ光線を利用した3次元微小構造物の組立技術に関する研究（第2報）」、日本機械学会論文集C編、日本機械学会、65-633,2110-2115,1999年
- 「レーザ光線を利用した3次元微小構造物の組立技術に関する研究（第1報）」、日本機械学会論文集C編、日本機械学会、64-627,4434-4439,1998年
- 「結晶化ガラスのクラックフリー・3次元加工」、精密工学会誌、精密工学会、64-7,1062-1066,1998年